# Toronto (Kansas)
Pour les articles homonymes, voir Toronto (homonymie).
Toronto est une municipalité américaine située dans le comté de Woodson au Kansas.
Lors du recensement de 2010, sa population est de 281 habitants. Située dans la vallée de la Verdigris, la municipalité s'étend alors sur une superficie de 0,36 mille carré (0,93 km2).
Toronto est fondée en 1869 et nommée d'après la ville canadienne. Son bureau de poste ouvre en 1870. Entre 1954 et 1960, un lac est construit au sud du bourg pour contrôler les crues de la Verdigris. Il fait partiellement partie du parc d'État de Cross Timbers.